# Partido Conservador (Panamá)
El Partido Conservador fue un antiguo partido político de Panamá. Este fue uno de los dos principales partidos que existían al momento de la separación de Panamá de Colombia en 1903, junto con el Partido Liberal. La herencia del Partido Conservador existe en la actualidad, representando el color azul en la bandera de Panamá.

## Primeros años
El partido panameño heredó del Partido Conservador colombiano, aunque fue menos doctrinario y fue liderado inicialmente por Manuel Amador Guerrero, quien se convirtió en el primer presidente electo. El Partido Conservador y Liberal mantuvieron una rivalidad partidista en el país hasta entrado en la década de 1920, siendo la principal divergencia el papel de la iglesia en la educación: el Partido Liberal buscaba la educación laica, mientras que el Partido Conservador mantenía el apoyo de la iglesia en el control de la educación.

## Decadencia y últimos años
No obstante, con el paso del tiempo las distinciones entre liberales y conservadores se hicieron menos notorias y la diferencia ideológica se diluyó al punto que solo se distinguían solo en facciones de liberales y conservadores que estaban divididos entre gobiernistas y opositores. Las constantes victorias electorales de los liberales desde 1912, hicieron que el Partido Conservador dejara de ser un partido de referencia y hacia 1920, muchos de los líderes conservadores que participaron en la separación, habían fallecido y no tenían herederos políticos.
En las siguientes dos décadas el Partido Conservador se convirtió eventualmente en un partido minoritario con poca representación en la Asamblea Nacional (11 diputados en 1928, cinco en 1932, dos en 1936, uno en 1940, dos en 1945). Su última participación en elecciones fue en las elecciones de 1952 donde el Partido Conservador postuló a Pedro Moreno Correa como candidato presidencial, y obtuvo solo 1967 votos (0,92% del total de votos) y ningún escaño a la Asamblea, lo que determinó su fin como partido por el Tribunal Electoral el 26 de septiembre de 1952.